# Námořní pěchota Vietnamské republiky
Námořní pěchota Vietnamské republiky (vietnamsky Thủy Quân Lục Chiến (TQLC), anglicky The Republic of Vietnam Marine Corps (VNMC)) byla složka vietnamské národní armády založená prezidentem Ngô Ðình Diệmem roku 1954. Velitelem námořní pěchoty byl generálporučík Le Nguyen Chang.

## Historie
Vietnamská námořní pěchota má původ ještě z francouzské vlády nad Indočínou. Francouzsko-vietnamská dohoda z roku 1949 stanovila, že vietnamské ozbrojené síly, včetně námořních sil, budou organizovány a vycvičeny francouzským námořnictvem. V březnu roku 1952 bylo zbudováno vietnamské námořnictvo a roku 1953 francouzská a vietnamská vláda souhlasily s navýšením stavů vietnamské armády a námořnictva. Když činitelé rozhodovali, zda vietnamskou říční flotilu převezme pod svou jurisdikci armáda, nebo námořnictvo, francouzský viceadmirál Auboyneau poprvé navrhl organizaci námořní pěchoty.
Když se roku 1954 francouzské jednotky z Vietnamu stáhly, vietnamská námořní pěchota spadala pod vietnamské námořnictvo. Námořní pěchota měla své velitelství, čtyři říční roty a jeden invazní prapor. Dne 13. října 1954 jihovietnamský prezident Ngô Ðình Diệm podepsal vládní dekret formálně stvrzující vznik nové námořní pěchoty.